# Kelu-1
Kelu-1 è un sistema binario composto da due nane brune situato nella costellazione dell'Idra, a una distanza di circa 61 anni luce dalla Terra. Le due componenti hanno classe spettrale L2 e L4. È una delle prime nane brune di classe spettrale L scoperte e a volte è considerata come uno dei prototipi delle nane brune di questa classe.

## Storia delle osservazioni

### Scoperta
Nel 1987 María Teresa Ruiz intraprese una ricerca nella quale confrontava lastre fotografiche risalenti agli anni settanta e ottenute con il telescopio 1-m ESO Schmidt Camera dell'osservatorio di La Silla in Cile con altre più recenti, al fine di individuare oggetti con un elevato moto proprio. Gli oggetti selezionati tramite il confronto delle lastre venivano poi osservati con il telescopio ESO 3,6m, anch'esso situato presso l'osservatorio di La Silla, al fine di effettuarne uno studio spettroscopico. La ricerca, chiamata The Calán-ESO proper-motion survey, non aveva come fine specifico quello di ricercare nane brune, ma un altro tipo di oggetto celeste: le nane bianche.
Nel marzo 1997 l'ESO 3,6m fu puntato verso un oggetto che era stato selezionato tramite il confronto di due lastre fotografiche del 1979 e del 1993 per il suo elevato moto proprio. L'oggetto era molto debole (la sua magnitudine apparente nella banda R del visibile era 19,5, al limite della sensibilità degli strumenti utilizzati) e mostrava picchi di radiazione molto spostati verso l'infrarosso. La bassissima luminosità e la peculiarità del suo spettro suggerirono si trattasse di una nana bruna.
Ruiz et al. (1997) chiamarono la nana bruna Kelu-1: kelu significa "rosso" nella lingua mapudungun, mentre l'origine della seconda parte del nome, il numero 1, non è chiarita nell'articolo. L'articolo di Ruiz et al. in cui si annunciava la scoperta di Kelu-1 fu ricevuto da Astrophysical Journal Letters il 5 settembre 1997, accettato per la pubblicazione il 16 settembre e pubblicato il 6 novembre dello stesso anno.
Nel 2001 Ruiz et al. pubblicarono il Calán-ESO Proper-Motion Catalog (CE Catalog), un catalogo che racchiude 542 stelle ad elevato moto proprio identificate mediante le lastre del telescopio ESO 1-m Schmidt prese a un intervalli di tempo che vanno dai 6,4 ai 16 anni. Kelu-1 fu inclusa nel catalogo con il numero 298 e quindi da allora uno dei suoi nomi alternativi è CE 298.

### Assegnazione a una classe spettrale
Ruiz et al. (1997) non assegnarono Kelu-1 ad alcuna classe spettrale. L'ultima classe disponibile allora era la classe spettrale M, ma Kelu-1 era più fredda degli oggetti di classe M. Nel 1999 J. Davy Kirkpatrick et al. pubblicarono un articolo sull'Astrophysical Journal nel quale introducevano una nuova classe spettrale, chiamata L, per raccogliere gli oggetti più freddi di quelli di classe M. 25 oggetti furono assegnati dagli autori dell'articolo alla nuova classe, fra i quali compariva anche Kelu-1. In particolare esso fu assegnato alla classe L2 V.
Kelu-1 è quindi una delle prime nane brune di classe L non orbitanti intorno a stelle ad essere stata scoperta. Non è tuttavia la prima in assoluto. Altri tre oggetti dello stesso tipo furono individuati da Delfosse et al. (1997) nell'ambito dell'indagine DENIS. Sebbene l'articolo del team di Delfosse sia stato pubblicato nello stesso anno di quello che annunciava la scoperta di Kelu-1, lo fu qualche mese prima. Le tre nane brune scoperte da Delfosse et al. sono: DENIS-P J020529.0-115925, DENIS-P J1058.7-1548, DENIS-P J1228.2-1547.
Un'ulteriore nana bruna di tipo L libera da legami gravitazionali, 2MASP J0345432+254023, era stata individuata da Kirkpatrick et al. (1997) nell'ambito del programma di ricerca 2MASS. L'articolo, pubblicato nel 1997 era stato inviato alla rivista nel 1996.

## Distanza
Ruiz et al. (1997) stimarono in due modi la distanza di Kelu-1. La prima stima, di 12 pc, dipendeva esclusivamente dal moto del Sole rispetto al sistema di riposo locale; la seconda, di 10 pc, era invece basata sul fatto che nella banda J Kelu-1 ha la stessa magnitudine di GD 165 B, una nana bruna di tipo L scoperta nel 1988 che presenta caratteristiche spettrali simili a quelle di Kelu-1. Tuttavia una misura preliminare della parallasse della nana bruna nell'ambito del progetto UNSO faint-star parallax program ("Programma UNSO per la misura della parallasse delle stelle deboli") ha dato come risultato un valore maggiore, cioè 19 pc, il che implica che Kelu-1 sia più luminosa di GD 165 B. La misura disponibile più precisa della parallasse della nana bruna è quella pubblicata da Dahn et al. (2002), sempre all'interno del programma UNSO, e ammonta a 53,6±2,0 mas, corrispondenti a una distanza di 18,7±0,7 pc, equivalenti a 60,9±2,3 al.
Stime della distanza di Kelu-1
| Fonte                                                                    | Parallasse, mas | Distanza, pc  | Distanza, a.l. |
| ------------------------------------------------------------------------ | --------------- | ------------- | -------------- |
| Ruiz et al. (1997) (da moto proprio)                                     |                 | ~12           | ~39,1          |
| Ruiz et al. (1997) (spettrometrica)                                      |                 | ~10           | ~32,6          |
| Dahn (1999) (comunicazione privata); Ruiz (1999) (comunicazione privata) |                 | 19±1          | 62,0±3,3       |
| Dahn et al. (2002)                                                       | 53,6±2,0        | 18,7±0,7      | 60,9±2,3       |
| Dupuy & Liu (2012)                                                       | 49,7±2,4        | 20,1+1,0 −0,9 | 65,6+3,3 −3,0  |

Le stime non trigonometriche sono riportate in corsivo. La stima migliore è riportata in grassetto.

## Caratteristiche fisiche

### Proprietà delle due componenti
L'elevata luminosità di Kelu-1 poteva essere spiegata in due modi: o è una nana bruna molto giovane (<100 milioni di anni) o è una stella binaria. Inizialmente, le osservazioni condotte nel 1998 mediante la camera a infrarossi del telescopio spaziale Hubble non rivelarono la presenza di alcun compagno avente una differenza di magnitudine inferiore a 6,7 ad una distanza maggiore di 300 mas.
La natura binaria di Kelu-1 divenne chiara nel 2005 in seguito a due ricerche indipendenti, condotte presso lo stesso osservatorio, il Keck Observatory, situato sul vulcano Mauna Kea, nelle isole Hawaii. Nella prima ricerca, condotta da Gelino et al., Kelu-1 appariva come un oggetto binario, le cui componenti sono separate da circa 290 mas. La natura binaria della nana bruna fu confermata anche dalle osservazioni condotte da Hubble nello stesso anno. Hubble non aveva rilevato le due componenti nel 1998 perché la separazione fra di esse è aumentata nel periodo 1998-2005 a causa del moto orbitale. Tuttavia Gelino et al. (2005) rianalizzarono le osservazioni condotte da Hubble nel 1998 e scoprirono che erano compatibili con il rilevamento di un oggetto binario le cui componenti distavano 45±18 mas l'una dall'altra. L'altro studio fu condotto da Liu & Leggett (2005) e portò anch'esso alla scoperta di Kelu-1 B, a una distanza di 291±2 mas dalla principale, Kelu-1 A.
Gelino et al. assegnano Kelu-1 A alla classe spettrale L 2±1, deducono una massa di 0,060±0,01 M⊙ e una temperatura superficiale di 2000±1000 K; Kelu-1 B viene invece assegnata alla classe L 3,5±1, la sua massa stimata in 0,055±0,01 M⊙ e la sua temperatura superficiale in 1800±1000 K. Liu & Leggett assegnano invece Kelu-1 A alla classe spettrale L 1,5–3, stimano una temperatura superficiale di ≈2020 K, una luminosità di 10−3,81±0,05 L☉ e una massa compresa fra 0,025 e 0,070 M☉. Kelu-1 B è invece assegnata alla classe L 3–4,5, la sua temperatura superficiale stimata in  ≈1840 K, la sua luminosità in 10−4,00±0,05 L☉ e la sua massa compresa fra 0,045 e 0,065 M☉. L'età del sistema viene valutata come compresa fra 300 e 800 milioni di anni.

### Parametri orbitali e ipotesi di una terza componente
Nel 2005–2008, Stumpf et al. hanno monitorato Kelu-1 con la camera a infrarossi di Hubble e con il telescopio Yepun del Very Large Telescope presso l'Osservatorio del Paranal in Cile. Hanno inoltre utilizzato le osservazioni del telescopio spaziale Spitzer, ottenute dal SPITZER Science Archive. Queste osservazioni hanno permesso di determinare i parametri orbitali del sistema di Kelu-1. Il periodo orbitale è stato stimato in 38+8
−6 anni, il semiasse maggiore dell'orbita in 6,4+2,4
−1,3 au, l'eccentricità orbitale in 0,82±0,10, l'inclinazione orbitale in 84,9°+1°
−2° e l'argomento del periastro in 57,8°+15°
−20°. Si tratta quindi di un'orbita molto ellittica e vista quasi "di taglio" dalla nostra visuale.
Tramite questi parametri, Stumpf et al. deducono una massa totale del sistema di 177+113
−55 MJ. Tuttavia tale massa è troppo alta per un sistema di due nane brune. Infatti, le nane brune hanno una massa massima di 72–75 MJ, sicché la massa totale di Kelu-1 dovrebbe essere 150 MJ. Inoltre, la presenza delle linee del litio nello spettro di Kelu-1 indica che almeno una delle due componenti ha una massa inferiore al limite di fusione del litio, cioè ≈65 MJ.
Una possibile soluzione consiste nella presenza di una terza componente non ancora rivelata. Stumpf et al. suggeriscono che alcune peculiarità nello spettro di Kelu-1 A indicano che potrebbe essere a sua volta una binaria. Gli studiosi ipotizzano che Kelu-1 Aa possa avere classe spettrale L0,5±0,5 e una massa di 61±2 MJ, mentre Kelu-1 Ab avrebbe classe spettrale T7,5±1 e una massa di 18,5 MJ. La massa di Kelu-1 B sarebbe invece di 50±2 MJ. La massa totale delle tre componenti sarebbe secondo questa ipotesi di circa 130 MJ, ancora inferiore ai 177 MJ calcolati, ma comunque entro il margine di errore della misura.

### Raggi X e onde radio
Kelu-1 è una fonte di raggi X, come è stato rivelato dalle osservazioni compiute tramite il telescopio spaziale Chandra da Audard et al. nel 2007. La luminosità di Kelu-1 nei raggi X è LX = 2,9+1,8
−1,3×1025 erg·s−1. Si trattò del primo rilevamento di raggi X provenienti da una nana di tipo L.
Audard et al. (2007) fecero anche il tentativo di rilevare onde radio provenienti da Kelu-1 tramite il radiotelescopio Very Large Array, ma nessun segnale fu ricevuto.